# Fort Stikine

Fort Stikine était un poste de traite de fourrures et une fortification dans ce qui est maintenant l'Alaska du Sud-Est, sur le site actuel de Wrangell, en Alaska, aux États-Unis. Construit à l'origine sous le nom de Redoute San Dionisio ou Redoute Saint Dionysius (russe : Форт   ou Редут Святого Дионисия, r Fort ou Redut Svyatogo Dionisiya) en 1834, le site fut transféré à la Compagnie britannique de la Baie d'Hudson dans le cadre d'un bail signé dans la région en 1838, et rebaptisé Fort Stikine lorsqu'il fut transformé en poste de la Compagnie en 1839. Le poste a été fermé et désaffecté en 1843, mais le nom du grand village du peuple Stikine qui s'était développé autour de lui est resté, devenant connu sous le nom de Shakesville en référence à son chef Shakes au pouvoir dans les années 1860. Avec l'achat de l'Alaska par les Etats-Unis en 1867, la fortification fut occupée par l'armée américaine et fut rebaptisée Fort Wrangel, en référence au baron von Wrangel, qui avait été gouverneur de l'Amérique russe lors de la fondation du fort. Le site fait aujourd'hui partie de la ville de Wrangell.
Le nom du fort sera donné à un « Fort ship », un cargo militaire britannique construit au Canada pendant la Seconde Guerre mondiale, le  SS Fort Stikine (en), qui le 14 avril 1944 sera à l'origine de l'explosion dans le port de Bombay qui fit plus de 1000 tués.